# Jura-Bern-Luzern-Bahn
De Jura-Bern-Luzern-Bahn (afgekort JBL) is een voormalige spoorwegonderneming in Zwitserland.

## Geschiedenis
De JBL heeft slechts acht jaar bestaan. Op 1 juli 1884 fuseerden de twee Jura spoorwegondernemingen Jura bernois (JB) en Bern-Luzern-Bahn (BLB) als Jura-Bern-Luzern-Bahn. Sinds 25 augustus 1886 bouwde de onderneming ook aan de Brünigbahn en kon op 14 juni 1888 de eerste 44 kilometers van Alpnachstad over de Brünigpass neer Brienz en op 1 juni 1889 het traject Alpnachstad naar Luzern worden geopend.
Doch reeds op 1 januari 1891 verdween de onderneming met het oprichten van de Chemins de fer du Jura-Simplon of in t’kort Jura-Simplon-Bahn (JS)